# 20882 Paulsanchez
20882 Paulsanchez este o planetă minoră (asteroid) din centura de asteroizi. A fost descoperită pe 3 noiembrie 2000 la Experimental Test Site⁠(d) de Lincoln Near-Earth Asteroid Research. 
Obiectul prezintă o orbită caracterizată de o semiaxă mare de 2,3634079 UAi, o excentricitate de 0,25, o înclinație de 2,37788 ° în raport cu ecliptica.